# Leave a Light On (Tom Walker)
Leave a Light On è un singolo del cantautore britannico Tom Walker, pubblicato il 13 ottobre 2017 come primo estratto dal primo album in studio What a Time to Be Alive.

## Tracce
1. Leave a Light On – 3:05

## Classifiche

### Classifiche settimanali
| Classifica (2017-19) | Posizione massima |
| -------------------- | ----------------- |
| Australia            | 20                |
| Austria              | 2                 |
| Belgio (Fiandre)     | 2                 |
| Belgio (Vallonia)    | 3                 |
| Francia              | 12                |
| Germania             | 8                 |
| Irlanda              | 25                |
| Italia               | 8                 |
| Lussemburgo          | 1                 |
| Nuova Zelanda        | 40                |
| Paesi Bassi          | 10                |
| Portogallo           | 49                |
| Regno Unito          | 7                 |
| Spagna               | 77                |
| Svizzera             | 3                 |